# Gestreepte bunzing
De gestreepte bunzing of zorilla (Ictonyx striatus) is een marterachtige. Het dier vertoont veel gelijkenissen met de gestreepte skunk, maar de soorten zijn niet nauw verwant.

## Kenmerken
De vacht is donkerbruin met vier witte strepen, die van het hoofd, via het lichaam naar de staart lopen. Een volwassen exemplaar kan 60 cm lang worden, inclusief een 20 tot 30 cm lange staart. De kop-romplengte bedraagt 28 tot 38 centimeter. Mannetjes zijn gemiddeld 1,4 kg zwaar, vrouwtjes wegen ongeveer 1 kg. Er wordt aangenomen dat de gestreepte bunzing 15 jaar oud kan worden.

## Leefwijze
De gestreepte bunzing is een solitaire vleeseter die in de nachtelijke uren op vogels, muizen, grote insecten en kleine reptielen jaagt. Om potentiële vijanden af te schrikken scheidt hij via anale klieren een stinkende vloeistof af. 

## Verspreiding
De gestreepte bunzing komt voornamelijk voor in savannen, maar is ook in halfwoestijnen en meer bosachtige streken te vinden van West tot Oost-Afrika en Zuid-Afrika.